# 王子神社 (南伊豆町)
王子神社（おうじじんじゃ）は、静岡県賀茂郡南伊豆町大瀬（おおせ）にある神社。

## 概要
南伊豆町の南部、大瀬地区の南西端、石廊崎の北東隣りに鎮座している。
創建は不詳だが、式内社である穂都佐(和)気命神社（ほつさ(わ)けのみことじんじゃ）の論社であり、『伊豆国神階帳』にも「従四位上 をつさわけの明神」と記されている古社である。
明治6年（1873年）に村社に列する。

## 祭神
- 穂都佐和気命（ほつさわけのみこと）